# 張文淵 (嘉靖進士)
張文淵（1524年—？年），字元靜，號禹江，四川順慶府西充縣人，軍籍。

## 生平
十二月二十五日生，行一，治《易經》，由縣學附學生中式乙卯科（1555年）四川鄉試第十九名舉人，年三十三歲中式嘉靖三十五年丙辰科會試中式第六十七名，第二甲第七十八名進士。都察院观政，授户部主事，四十一年升员外，四十五年復除工部，升郎中，隆慶元年（1567年）升山东兖州府知府。五年正月升云南按察司副使。万历二年（1574年）六月升本省右参政。

## 家族
曾祖張景原，壽官；祖張翔，長官司吏目；父張騰霄，贈工部员外郎加郎中；母陳氏，贈安人加宜人。慈侍下，妻李氏。